# 松井郡治

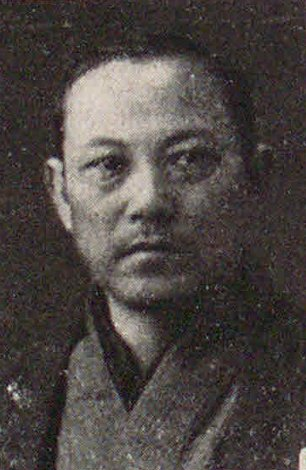
松井郡治

松井 郡治（まつい ぐんじ、明治4年1月20日（1871年3月10日） - 昭和18年（1943年）10月21日）は、日本の衆議院議員（憲政会→立憲民政党）、弁護士。

## 経歴
新潟県中頸城郡津有村（現在の上越市）出身。東京専門学校（現在の早稲田大学）法律科卒業後、司法官試補、検事代理を経て、新潟・旭川・長岡の各区裁判所、新潟地方裁判所判事を歴任した。1902年（明治35年）に判事を退職し、弁護士を開業。新潟市弁護士会会長、新潟新聞監査役も務めた。
新潟市会議員・新潟県会議員を経て、1924年（大正13年）の第15回衆議院議員総選挙に新潟1区（小選挙区）から憲政会で出馬し、当選。以後、4回の当選回数を重ねた。1928年（昭和3年）の第16回衆議院議員総選挙は不出馬。1930年（昭和5年）の第17回衆議院議員総選挙で復帰（立憲民政党）。1932年（昭和7年）に一時引退した後、1936年（昭和11年）の第19回衆議院議員総選挙で再び立候補し、3選。翌1937年（昭和12年）の第20回衆議院議員総選挙では無投票当選で4選した。1942年（昭和17年）の第21回衆議院議員総選挙は不出馬。翌1943年（昭和18年）に死去した。